# Сватівська міська рада
Сва́тівська міська́ ра́да — адміністративно-територіальна одиниця та орган місцевого самоврядування у Сватівському районі Луганської області. Адміністративний центр — місто Сватове.

## Загальні відомості
Сватівська міська рада утворена в 1938 році.
- Територія ради: 27 км²
- Населення ради: 19 880 осіб (станом на 2001 рік)
- Територією ради протікають Красна, Хорино

## Населені пункти
Міській раді підпорядковані населені пункти:
- м. Сватове
- с. Дачне
- с. Зміївка
- с-ще Сосновий

## Склад ради
Рада складається з 30 депутатів та голови.
- Голова ради: Рибалко Євген Вікторович
- Секретар ради: Звягольський Олександр Васильович

### Керівний склад попередніх скликань
| Прізвище, ім'я, по батькові | Основні відомості                                               | Дата обрання | Дата звільнення |
| --------------------------- | --------------------------------------------------------------- | ------------ | --------------- |
| Шерстюк Микола Омелянович   | Міський голова, 1950 року народження, член Партії регіонів      | 26.03.2006   | 31.10.2010      |
| Рибалко Євген Вікторович    | Міський голова, 1965 року народження, освіта вища, безпартійний | 31.10.2010   |                 |

Примітка: таблиця складена за даними сайту Верховної Ради України

### Депутати
За результатами місцевих виборів 2010 року депутатами ради стали:

#### За суб'єктами висування
| Суб'єкт висування                                  | Кількість обраних депутатів | %    |
| -------------------------------------------------- | --------------------------- | ---- |
| Партія регіонів                                    | 21                          | 70   |
| Політична партія «Партія місцевого самоврядування» | 7                           | 23,3 |
| Комуністична партія України                        | 2                           | 6,7  |

#### За округами
| № округу                                           | Прізвище, ім'я, по батькові       | Дата визнання обраним | Освіта             | Партійна приналежність                                   | Відомості про обраного депутата                              |
| -------------------------------------------------- | --------------------------------- | --------------------- | ------------------ | -------------------------------------------------------- | ------------------------------------------------------------ |
| Комуністична партія України                        |                                   |                       |                    |                                                          |                                                              |
| б/м                                                | Рижевол Віктор Олексійович        | 04.11.2010            | вища               | член Комуністичної партії України                        | пенсіонер                                                    |
| б/м                                                | Река Марія Григорівна             | 04.11.2010            | вища               | член Комуністичної партії України                        | дитячий інтернат «Надія», директор                           |
| Партія регіонів                                    |                                   |                       |                    |                                                          |                                                              |
| б/м                                                | Ющенко Сергій Петрович            | 04.11.2010            | вища               | член Партії регіонів                                     | Сватівська міська рада, секретар                             |
| б/м                                                | Ключка Віктор Михайлович          | 04.11.2010            | вища               | член Партії регіонів                                     | Сватівське РТМО, завідувач хірургічного відділення           |
| б/м                                                | Ульяненко Леонід Васильович       | 04.11.2010            | вища               | позапартійний                                            | КП «Сватовеблагоустрій», директор                            |
| б/м                                                | Пузик Сергій Володимирович        | 04.11.2010            | вища               | член Партії регіонів                                     | пенсіонер                                                    |
| б/м                                                | Борзило Іван Олексійович          | 04.11.2010            | вища               | позапартійний                                            | Сватівське РВГУ МНС України Луганської області, начальник    |
| б/м                                                | Буланов Іван Олександрович        | 04.11.2010            | вища               | член Партії регіонів                                     | Сватівська міська рада, заступник міського голови            |
| б/м                                                | Ірха Олександр Володимирович      | 04.11.2010            | вища               | член Партії регіонів                                     | відділ МККД, начальник відділу                               |
| б/м                                                | Бірюкова Олена Іванівна           | 04.11.2010            | вища               | позапартійна                                             | Сватівське МДПІ, заступник начальника                        |
| 1                                                  | Тєрєхова Ірина Богданівна         | 04.11.2010            | вища               | член Партії регіонів                                     | СОПЛ, заступник головного лікаря                             |
| 3                                                  | Пономарьова Світлана Іванівна     | 04.11.2010            | вища               | член Партії регіонів                                     | пенсіонер                                                    |
| 4                                                  | Благіх Микола Григорович          | 04.11.2010            | вища               | позапартійний                                            | ООО Луганськвода, енергетик                                  |
| 5                                                  | Данильченко Володимир Іванович    | 04.11.2010            | вища               | член Партії регіонів                                     | КП «Сватоветепло», директор                                  |
| 6                                                  | Хоша Василь Федорович             | 04.11.2010            | вища               | позапартійний                                            | ЗАТ «Сватівська агропроменерго», директор                    |
| 7                                                  | Ковальов Сергій Миколайович       | 04.11.2010            | вища               | член Партії регіонів                                     | СВГ «Пролісок», голова                                       |
| 8                                                  | Бородін Віталій Іванович          | 04.11.2010            | вища               | член Партії регіонів                                     | Начальник, управління пенсійного фонду у Сватівському районі |
| 9                                                  | Данильченко Олександр Федорович   | 04.11.2010            | вища               | член Партії регіонів                                     | пенсіонер                                                    |
| 10                                                 | Ачкасова Надія Василівна          | 04.11.2010            | вища               | член Партії регіонів                                     | Сватівська загальноосвітня школа № 2, вчитель                |
| 11                                                 | Жестовський Сергій Вікторович     | 04.11.2010            | вища               | позапартійний                                            | Сватівська міська рада, головний спеціаліст                  |
| 13                                                 | Жирова Яна Валеріївна             | 04.11.2010            | вища               | позапартійна                                             | Завідувачка, дитсадок «Журака»                               |
| 14                                                 | Гавриленко Ігор Юрійович          | 04.11.2010            | вища               | член Партії регіонів                                     | Начальник, сватівська МУЕГГ                                  |
| 15                                                 | Шкута Олександр Миколайович       | 04.11.2010            | вища               | член Партії регіонів                                     | тОВ «Прометей», директор                                     |
| Політична партія «Партія місцевого самоврядування» |                                   |                       |                    |                                                          |                                                              |
| б/м                                                | Звягольський Олександр Васильович | 04.11.2010            | вища               | член Політичної партії «Партія місцевого самоврядування» | Голова районної організації, пенсіонер                       |
| б/м                                                | Рибалкін Олег Миколайович         | 04.11.2010            | середня спеціальна | член Політичної партії «Партія місцевого самоврядування» | Заступник голови організації, ПП Рибалкін                    |
| б/м                                                | Кузовеніна Наталія Костянтинівна  | 04.11.2010            | вища               | позапартійна                                             | Голова ГО «НДС»                                              |
| б/м                                                | Костяник Володимир Олександрович  | 04.11.2010            | вища               | позапартійний                                            | вихователь, зОШ інтернат                                     |
| б/м                                                | Малихін Анатолій Михайлович       | 04.11.2010            | вища               | позапартійний                                            | службовець, сватівська РДА                                   |
| 2                                                  | Сіньков Іван Вікторович           | 04.11.2010            | середня спеціальна | позапартійний                                            | ПП «Сіньков», підприємець                                    |
| 12                                                 | Євтушенко Олександр Іванович      | 04.11.2010            | вища               | член Політичної партії «Партія місцевого самоврядування» | ТОВ об'єднання «ВЕК», виконроб                               |

## Історія
30 вересня 2015 року прокуратурою Луганської області було повідомлено про затримання та взяття під варту депутатів Сватівської міської ради від Комуністичної партії України за фактом посягання на територіальну цілісність України. Справа пов'язана з організацією та проведення 11 травня 2014 року на території Сватівського району області так званого «референдуму щодо підтримки акту про державну самостійність Луганської народної республіки».